# Danijar Mukanow
Danijar Mukanow (kaz.: Данияр Мұқанов; ur. 26 września 1976) – kazachski piłkarz, od 2013 roku grający w klubie Tobył Kostanaj. Występuje na pozycji obrońcy. W reprezentacji Kazachstanu zadebiutował w 2000 roku. Do 9 listopada 2013 roku rozegrał w niej 12 meczów, w których zdobył jedną bramkę.